# کی‌اف۳
کی‌اف۳ یکی از کلاس‌های مسابقات کارتینگ است که به صورت بین‌المللی و با شرکت رانندگان حرفه‌ای ۱۲ تا ۱۵ ساله برگزار می‌گردد. بر طبق قوانین جدید فیا از ۲۰۰۷ تا کنون، کارت‌های شرکت‌کنندگان باید به موتورهای دوزمانه ۱۲۵سی‌سی دارای اینترکولر و دو رادیاتور آبی مجهز بوده و وزن کارت به‌همراه راننده باید حداقل ۱۴۵ کیلوگرم باشد. کارت‌های کلاس کی‌اف۳ دارای استارت الکتریکی و کلاچ بوده و دور موتور آنها به ۱۴۰۰۰ دور بر دقیقه محدود شده‌است.